# Kakukkréce
A kakukkréce (Heteronetta atricapilla) a madarak osztályának a lúdalakúak (Anseriformes) rendjébe, ezen belül a récefélék (Anatidae) családjába tartozó Heteronetta nem egyetlen faja.
Többnyire a halcsontfarkú réceformák (Oxyurinae) alcsaládjába sorolják, mint a legprimitívebb odatartozó fajt. Hiányzik róla a többi fajra jellemző merev, felmereszthető farok és a vastag, húsos csőr is. Megjelenésében sokban emlékeztet az úszórécék közé tartozó fajokra.
A récefélék közül ez az egyetlen valódi (obligát) fészekparazita faj.

## Előfordulása
A kakukkréce Dél-Amerikában széles körben elterjedt faj. A kontinens déli részén él, legnagyobb állományai Argentínában vannak Buenos Aires és Cordoba tartományokban.
Lassú folyású folyók, tavak és mocsarak lakója. A száraz időszakban a vízállástól függő évszakos vándorlásokat folytat.

## Megjelenése
A kakukkréce hímjének tollazata egész évben ugyanolyan, nem jellemző rá a sok récénél meglevő évszakos tollváltás. 
Összességében tollazata elég jelentéktelen, nincsenek rajta színes részek.
Feje és nyaka fekete, torka fehéres, testének többi része sötétbarna. Csőrének töve fekete, vége világoskék. Az egyetlen nászbélyeg, hogy csőrének töve nászidőszakban vörös színűre vált.
A tojó fejének teteje sötétszürke, fejének oldalai szürkésfehérek, a szemek körül egy világos csíkkal. Torka és nyaka világosszürke. Testének többi része barna. Csőrének töve - mint ahogy a hímnél is - fekete, csőrének oldalai szürkéskékek.

## Életmódja
Elsősorban növényevő faj, az otthonául szolgáló vizes területek vízinövényeit fogyasztja.
Párokban vagy kisebb csoportokban él.

## Szaporodása
A récefélék sok fajánál – elsősorban a bukórécék s az úszórécék egy részénél – előforduló fakultatív fészekparazitizmussal szemben ez a faj az egyetlen valódi, obligát fészekparazita a récefélék között. A tojó sosem épít saját fészket, tojásainak kiköltését mindig más madarakra bízza.
Szaporodási időszaka a vízmennyiség függvényében változhat. Csak akkor kezdődik meg a párzás, ha megfelelő mennyiségű dajkamadár faj kezd el költeni a térségben.
A faj fiókáinak fő dajkamadara a peposaca réce (Netta peposaca). Mivel csak a tojások kiköltésének idejére veszi igénybe dajkamadár segítségét, nagyon sokféle egyéb madárfaj fészkébe is rakhat tojásokat. Így mint költőmadár szóba jöhetnek a térségben költő különféle szárcsák, íbiszek, sirályok is, sőt olykor még a földre fészkelő füstös karakara (Milvago chimango) fészkébe is rakhat tojásokat.
A fogságban tartott egyedek viselkedése alapján pontosan ismert a fészekparazitizmus mechanizmusa. 
A pár monogám, a tojó mindig ugyanazzal a hímmel párosodik. A hím gyorsan odaúszik a kiszemelt fészekről és igyekszik onnan agresszív magatartást színlelve elűzni a fészken kotló madarat. Ezután gyorsan odaúszik a tojó is és egy-két percen belül lerak a fészekbe egy tojást. Ezután a pár távozik és a megzavart madár visszatér és újra költeni kezd a tojásokon. Többnyire észre sem vette, hogy fészekalja egy tojással megszaporodott.
A kikelő fióka többnyire még kikelése napján elhagyja a fészket. Ha réceféle fészkébe tojt a nőstény, úgy a fióka a dajkamadár többi fiókájával együtt hagyja el a fészket és együtt nevelődnek fel. Ha más madár volt a nevelőszülő, akkor a fióka egyedül keres egy közeli récecsaládot és ahhoz csatlakozik.

## Fordítás
- Ez a szócikk részben vagy egészben  a   Kuckucksente című német Wikipédia-szócikk ezen változatának fordításán alapul.  Az eredeti cikk szerkesztőit annak laptörténete sorolja fel. Ez a jelzés csupán a megfogalmazás eredetét és a szerzői jogokat jelzi, nem szolgál a cikkben szereplő információk forrásmegjelöléseként.